# Anjo Marcado
Anjo Marcado é uma telenovela brasileira produzida pela extinta TV Excelsior e exibida de 13 de julho a 25 de novembro de 1966 no horário das 19h30, totalizando 101 capítulos. Foi escrita por Ivani Ribeiro e dirigida por Walter Avancini.

## Sinopse
Um plano criminoso criado por Valquíria, a jovem desaparece no dia do seu casamento. O principal suspeito é o seu noivo Otávio. A intenção é extorquir dinheiro do milionário César Galvão.

## Elenco
| Ator/Atriz               | Personagem       |
| ------------------------ | ---------------- |
| Karin Rodrigues          | Valquíria        |
| Geraldo Del Rey          | Otávio           |
| Paulo Goulart            | Dr. César Galvão |
| Regina Duarte            | Lílian           |
| Lolita Rodrigues         | Júlia            |
| Paulo Figueiredo         | Eduardo          |
| Maria Isabel de Lizandra | Maria Elisa      |
| Otávio Augusto           | Nicanor          |
| Carminha Brandão         | Leonor           |
| Elizabeth Gasper         | Camila           |
| Peirão de Castro         | Araújo           |
| Lurdinha Félix           | Suzi             |
| Arnaldo Fernandes        | Delegado         |
| Jesus Padilha            | Márcio           |
| Nilo Márcio              |                  |